# 平民 (古羅馬)
平民是古罗马时代罗马公民（不同于奴隶）中最大的群体。他们不同于更高阶层的贵族，在政治和经济上缺少权力。对他们适用的法律为《万民法》。并非所有平民都有土地。随着历史的发展，平民逐渐取得了各项公民权。后罗马公民与罗马平民的差别消失。
在拉丁語中，plebs這個詞是一個單數 集合名詞，它的屬格是plebis。平民不是一個單一的社會階層。居住在城市並屬於 4 個城市部落的人有時被稱為plebs urbana，而居住在鄉下並屬於 31 個較小的農村部落的人有時會通過使用plebs rustica這個標籤來區分。

## 羅馬部落(List of Roman tribes)
部落（拉丁語tribus）是古羅馬的公民群體，最初基於位置。選民最終由部落組織起來，每個羅馬部落在部落大會中擁有平等的投票權。

## 原始部落(Original tribes)
- Esquilina
- Palatina
- Suburana

## 城市部落
- Collina
- Esquilina
- Palatina
- Suburana

部落之間有正式的命令與秩序。文獻和考古文獻表明，城市部落是根據從羅馬逆時針方向通往的主要道路（Ostiensis、Appia、Latina、Praenestina、Valeria、Salaria、Flaminia 和 Clodia）排序的。

## 農村部落
地主和貴族傳統上屬於 31 個較小的農村部落。許多農村部落源自羅馬著名的氏族或姓氏，例如 Cornelia 或 Fabia。
- Aemilia
- Aniensis
- Arniensis
- Camilia
- Claudia
- Clustumina
- Cornelia
- Fabia
- Falerna/Falerina
- Galeria
- Horatia
- Lemonia
- Maecia
- Menenia
- Oufentina/Oufetina
- Papiria
- Poblilia
- Pollia
- Pomptina/Pontina
- Pupinia
- Quirina
- Romilia
- Sabatia/Sabatina
- Scaptia
- Sergia
- Stellatina
- Teretina
- Tromentina
- Velina
- Voltinia/Votinia
- Voturia